# Mândrie + Prejudecată + Zombi
Mândrie + Prejudecată + Zombi sau Mândrie și prejudecată și zombi (titlu original: Pride and Prejudice and Zombies) este un film americano-britanic  din 2016 regizat de Burr Steers. Este creat în genurile comedie, acțiune, de groază. Rolurile principale au fost interpretate de actorii Lily James, Sam Riley, Jack Huston, Bella Heathcote, Douglas Booth, Matt Smith, Charles Dance, și Lena Headey. Scenariul este scris de Burr Steers pe baza unui roman omonim de Seth Grahame-Smith.
Eroina Elizabeth Bennett este un maestru al artelor marțiale și al armelor, iar impunătorul domn Darcy este un ucigaș crud de zombi și personificarea prejudecății înalte societăți. Pe măsură ce epidemia de zombi se intensifică, ei trebuie să treacă peste mândrie și să se unească pe un câmp de luptă îmbibat de sânge pentru a învinge zombii o dată pentru totdeauna.

## Distribuție
- Lily James - Elizabeth Bennet
- Sam Riley - Colonel Fitzwilliam Darcy
- Bella Heathcote - Jane Bennet
- Ellie Bamber - Lydia Bennet
- Millie Brady - Mary Bennet
- Suki Waterhouse - Kitty Bennet
- Douglas Booth - Mr. Bingley
- Jack Huston - George Wickham
- Sally Phillips - Mrs. Bennet
- Charles Dance - Mr. Bennet
- Matt Smith - Parson William Collins
- Lena Headey - Lady Catherine de Bourgh
- Emma Greenwell - Caroline Bingley
- Aisling Loftus - Charlotte Lucas
- Morfydd Clark - Georgiana Darcy
- Dolly Wells - Mrs. Featherstone
- Tom Lorcan - Lieutenant Denny
- Hermione Corfield - Cassandra
- Jess Radomska - Annabelle Netherfield

## Producție
Filmările principale au început loc la 24 septembrie 2014 la West Wycombe House & Park, Buckinghamshire. Cheltuielile de producție s-au ridicat la 28 milioane $.

## Lansare și primire
A avut încasări de 16,4 milioane $.